# Cacia lepesmei
Cacia lepesmei là một loài bọ cánh cứng trong họ Cerambycidae.